# Dagmar Hase
Dagmar Hase (Quedlinburg, República Democràtica Alemanya 1969) és una nedadora alemanya, ja retirada, que destacà a la dècada del 1990 i aconseguí guanyar set medalles olímpiques.

## Biografia
Va néixer el 22 de desembre de 1969 a la ciutat de Quedlinburg, població situada a l'estat de Saxònia-Anhalt, que en aquells moments formava part de la República Democràtica Alemanya (RDA) i que avui en dia forma part d'Alemanya.

## Carrera esportiva
Va participar, als 22 anys, en els Jocs Olímpics d'Estiu de 1992 celebrats a Barcelona (Catalunya) sota la representació d'Alemanya aconseguí guanyar la medalla d'or en la prova dels 400 metres lliures femenins i la medalla de plata en les proves de 200 metres esquena i relleus 4x100 metres estils, a més de finalitzar novena en els 100 metres esquena. En els Jocs Olímpics d'Estiu de 1996 realitzats a Atlanta (Estats Units) aconseguí guanyar quatre medalles en les quatre proves que disputà: la medalla de plata en els 400 i 800 metres lliures així com en els 4x200 metres lliures, i la medalla de bronze en els 200 metres lliures.
Al llarg de la seva carrera ha aconseguit guanyar 6 medalles en el Campionat del Món de natació, entre elles dues medalles d'or i tres medalles de plata; dues medalles de plata en el Campionat del Món de natació en piscina curta; i 12 medalles en el Campionat d'Europa de natació.